# Botrychium chamaeconium
Botrychium chamaeconium är en låsbräkenväxtart som beskrevs av Friedrich August Georg Bitter och Hieron. Botrychium chamaeconium ingår i släktet låsbräknar, och familjen låsbräkenväxter. Inga underarter finns listade i Catalogue of Life.